# نیو سوئیدن (مینه‌سوتا)
نیو سوئیدن (به انگلیسی: New Sweden) یک منطقهٔ مسکونی در ایالات متحده آمریکا است که در New Sweden Township واقع شده‌است. نیو سوئیدن ۳۰۳٫۸۹ متر بالاتر از سطح دریا واقع شده‌است.